# Kataklik Kangri
Der Kataklik Kangri (oder Kataklik Kangri I) ist einer der höchsten Berge in der Gebirgsgruppe östlich des Shyok-Oberlaufs, die im äußersten Westen des Transhimalaya liegt.
Der Kataklik Kangri besitzt eine Höhe von 6876 m (nach anderen Quellen 6897 m, 6920 m bzw. 6962 m) und liegt an der Line of Actual Control (Waffenstillstandslinie) zwischen dem von China annektierten Aksai Chin und dem indischen Unionsterritorium Ladakh. Die Gletscher an seinen Flanken werden über den Shyok entwässert. 4,9 km nordnordwestlich erhebt sich der niedrigere Kataklik Kangri II (6820 m ⊙).
Im Himalayan Index sind keine Besteigungen des Kataklik Kangri verzeichnet.